# 2001年度TVB8金曲榜頒獎典禮得獎名單
2001年度TVB8金曲榜頒獎典禮

## 得獎名單

### TVB8金曲榜金曲獎
- 飛吧 - 陳慧琳
- 抱一抱 - 陳小春
- 水姻緣 - 田　震
- 因為愛所以愛 - 謝霆鋒
- 為愛說抱歉 - 孫　楠
- 花火 - 梁詠琪
- Music All Night - 林曉培
- 習慣你 - 容祖兒
- 愛是懷疑 - 陳奕迅
- 這一秒你好不好 - 許志安
- 笑忘書 - 王　菲
- 解渴 - 陳冠希
- 愚昧 - 張栢芝
- 星晴 - 周杰倫
- 我的心只可容納妳 - 劉德華

### TVB8金曲榜最佳男新人獎
- 金獎：周杰倫
- 銀獎：陳冠希
- 銅獎：古天樂

### TVB8金曲榜最佳女新人獎
- 金獎：丁菲飛
- 銀獎：蔣　虹
- 銅獎：李彩樺

### TVB8金曲榜最佳作曲獎
- 月光愛人 - Jorge Calandrelli

### TVB8金曲榜最佳作詞獎
- 龍的傳人 - 侯德健、王力宏

### TVB8金曲榜最佳編曲獎
- 天黑黑 - 吳慶隆

### TVB8金曲榜最佳歌曲監製獎
- 星晴 - 周杰倫

### TVB8金曲榜最佳音樂錄影帶獎
- 龍的傳人 - 王力宏
- 天黑黑 - 孫燕姿
- 月光愛人 - 李　玟

### TVB8金曲榜最佳組合獎
- 金獎：達達樂隊
- 銀獎：VRF
- 銅獎：五月天

### TVB8金曲榜人氣男歌手獎
- 謝霆鋒

### TVB8金曲榜人氣女歌手獎
- 陳慧琳

### TVB8金曲榜內地最受歡迎男歌手獎
- 孫　楠

### TVB8金曲榜內地最受歡迎女歌手獎
- 田　震

### TVB8金曲榜最受歡迎男歌手獎
- 劉德華

### TVB8金曲榜最受歡迎女歌手獎
- 王　菲

### TVB8金曲榜金曲金獎
- 笑忘書 - 王　菲